# Kaivosjärvi (Gällivare socken, Lappland, 742381-172416)
Kaivosjärvi är en sjö i Gällivare kommun i Lappland och ingår i Råneälvens huvudavrinningsområde.